# Caesalpinia minax
Caesalpinia minax är en ärtväxtart som beskrevs av Henry Fletcher Hance. Caesalpinia minax ingår i släktet Caesalpinia och familjen ärtväxter. Inga underarter finns listade i Catalogue of Life.